# 年宵市場

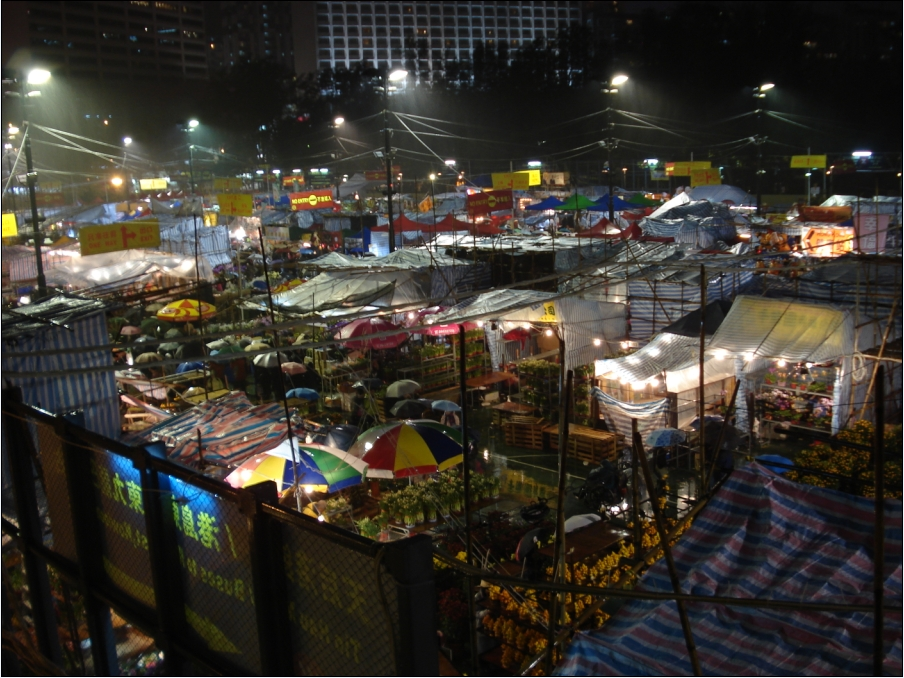
香港維多利亞公園的年宵市場

年宵市場，又稱年墟、年貨墟市、年貨市集、年宵墟市、年宵花市、迎春墟市、迎春花市、年宵花卉市場，簡稱年宵，日本稱歲之市（日语：歳の市），是在新春之前舉辦的特別墟市，供市民購買賀年年花及各式年貨，是華人地區、越南、日本本土和琉球的新年習俗。一些海外的唐人街亦有舉辦年宵市場。按照習慣，年宵市場會在農曆十二月下旬開始，至年初一凌晨才結束。由於廣東、港澳的年宵市場以售賣年花為主，其他貨品為次要，所以又稱為花市。

## 歷史
年宵花市起源於明朝萬曆時期。其時廣東的花農於珠三角於珠江南部售賣鮮花。1860年代時期，年宵花市開始形成。但直到1919年才開始較為大型的年宵花市。此後，隨着珠三角移民，花市亦擴展至香港以及海外等地。

## 大中華地區

### 香港
香港的年宵市場以售賣各種年花為主，最大的年宵市場位於維多利亞公園，每年吸引數以十萬計人們入場，年三十晚更是人山人海。除了各式年花外，年宵市場還出售各種乾貨及小食。乾貨不限於過年用品，通常會包括各種玩具、衣服、新奇玩意，甚至有大型家庭電器、電腦等出售。

### 澳門
澳門的年宵市場除了售賣各種年花為主外，還會售賣乾貨和紀念商品，更設有多個小食攤位。乾貨如香港一樣，通常會包括各種玩具、衣服、新奇玩意等，但和香港不一樣的是沒有大型家庭電器、電腦等出售。

### 廣東

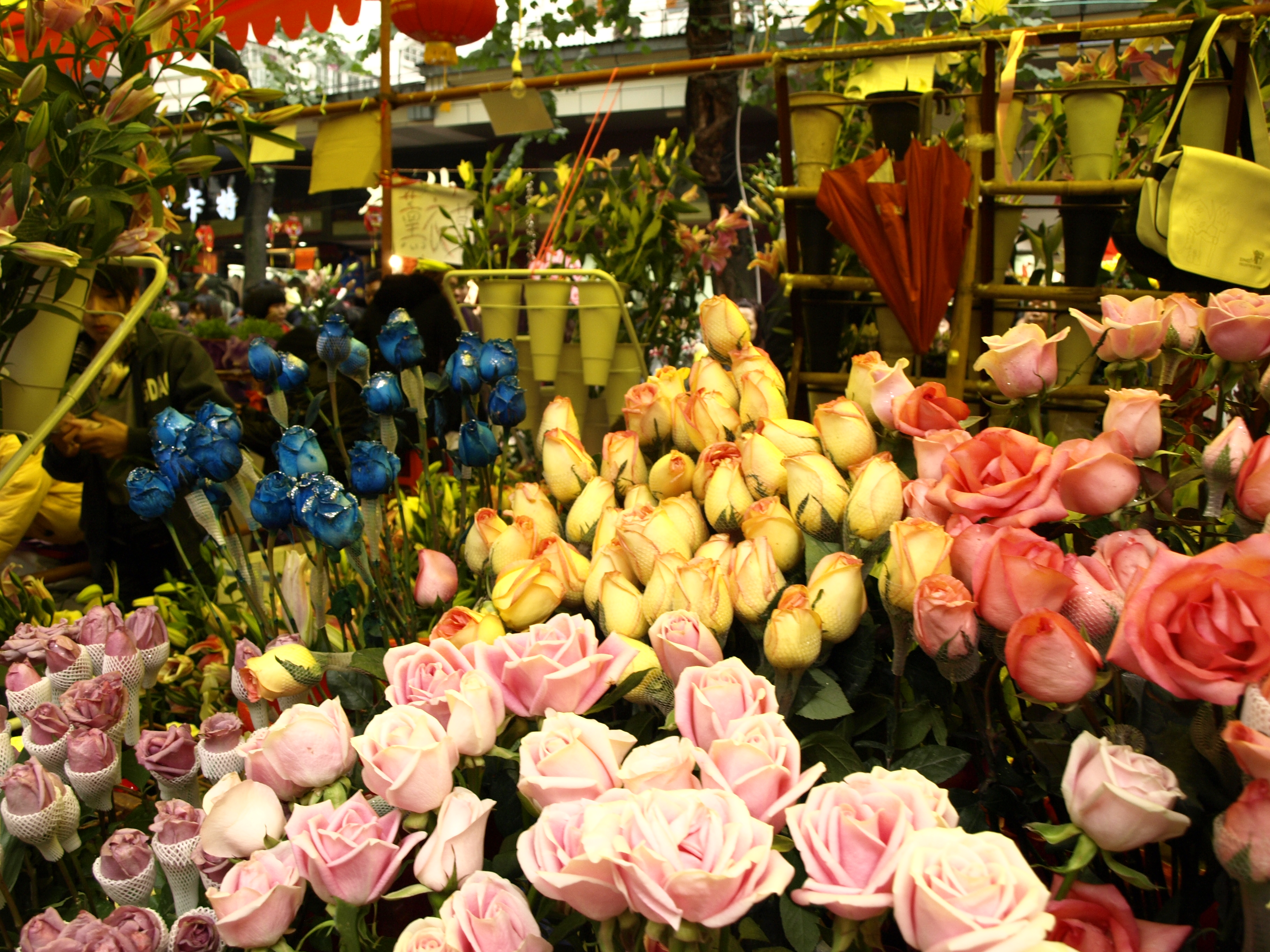
2010廣州越秀年宵某花檔

廣州花市又稱花街，廣州人叫去花市做行花街。根据地方志记载，广州的花街习俗成形于19世纪，为广东省第二批省级非物质遗产之一。90年代前，花市設於馬路中間並只賣花，所以稱為花街，此稱呼隨著其他大型花卉市場開張而改稱花市。
深圳的年宵每年在罗湖区爱国路华丽路口至怡景路口段进行，一般自年二十六或二十七开始，维持四至五天，在年三十结束。规模庞大，整条街道布满上千个摊位，每年可以吸引数十万人前往采购各类商品。除售卖新年鲜花，亦有大量摊档售卖各种新奇物品、饰品、特色产品及食物。通常在东侧路段的摊位以售卖非鲜花类物品为主，西侧路段则以鲜花、盆景为主。
陈村鎮位于佛山顺德，华南最大的花卉交易集散中心即坐落于此，一年一度的年宵极具特色。
2021年1月，广东省多地宣布，因2019冠状病毒病中国大陆疫情呈零星散发和局部聚集性疫情交织叠加态势，取消2021年迎春花市。深圳改为以街道为单元，设置分散的购花点，其他城市则鼓励网上购花、送货上门等方式。广州市方面，因疫情影响，廣州不再按傳統模式開展迎春花市活動，但為了保障花農售花和市民賞花、購花的節日需求，全市11個區創新花市舉辦形式，探索建設「雲上花市」，按照線上線下相結合的方式，組織開展春節鮮花售賣工作。线下售花由「一區一花市」調整為「一區多點」。随着防控政策的调整，2023年广州部分区恢复举办迎春花市。同时西湖花市在举行线下花市期间，首次在互联网平台搭配5G技术与3D影像，供市民更好的立体化了解花街历史与文化。

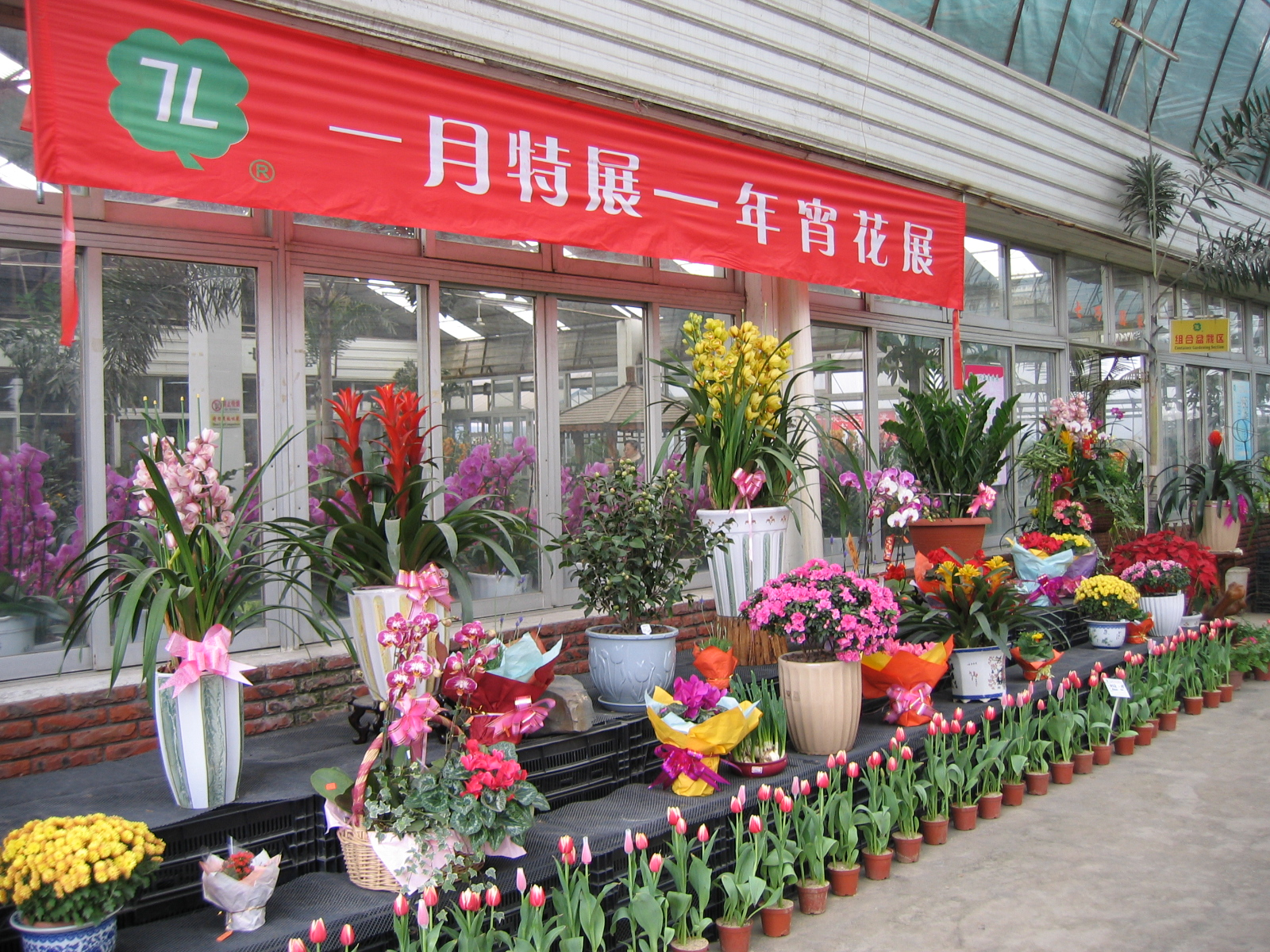
佛山陳村市場
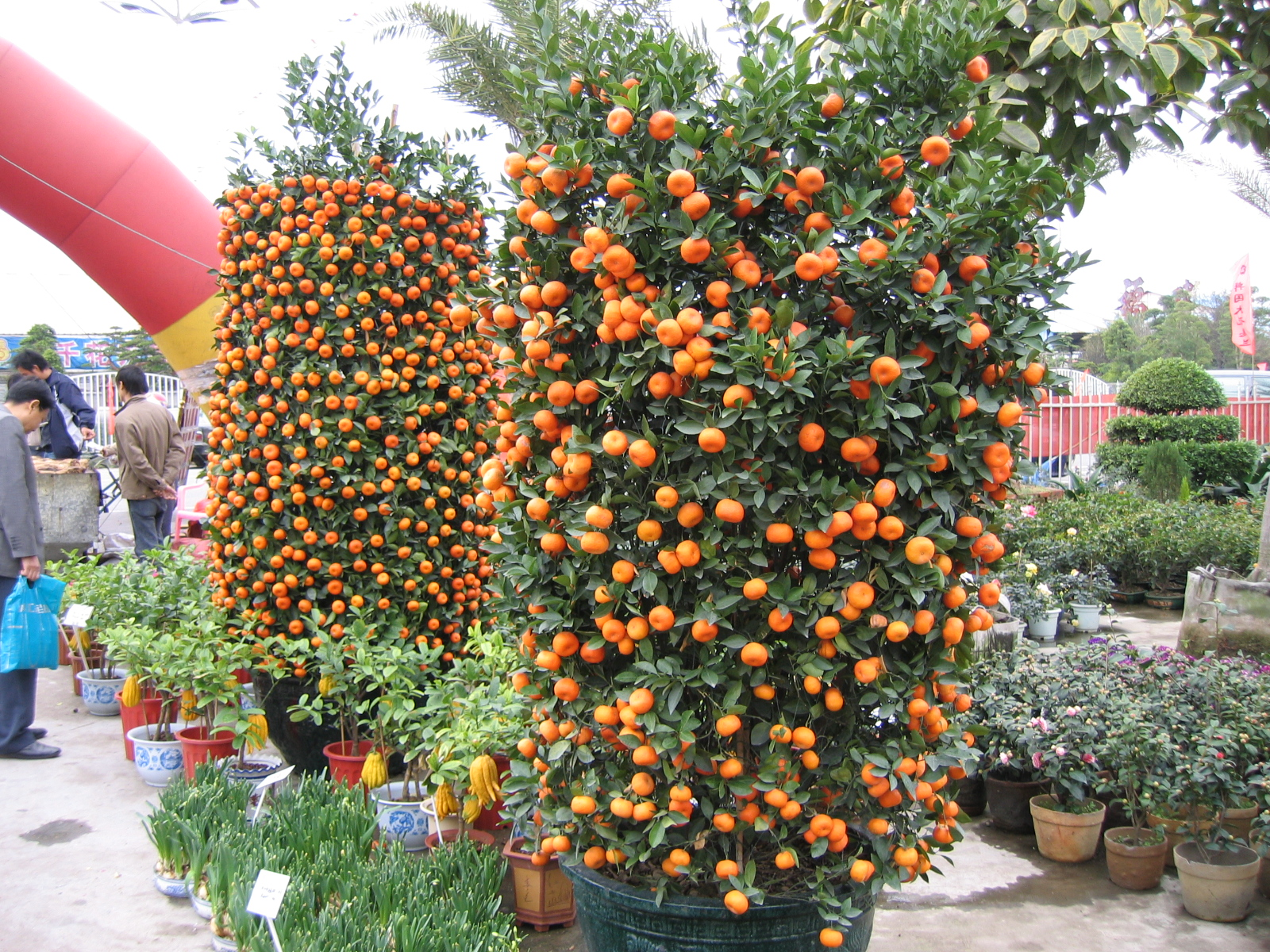
金桔
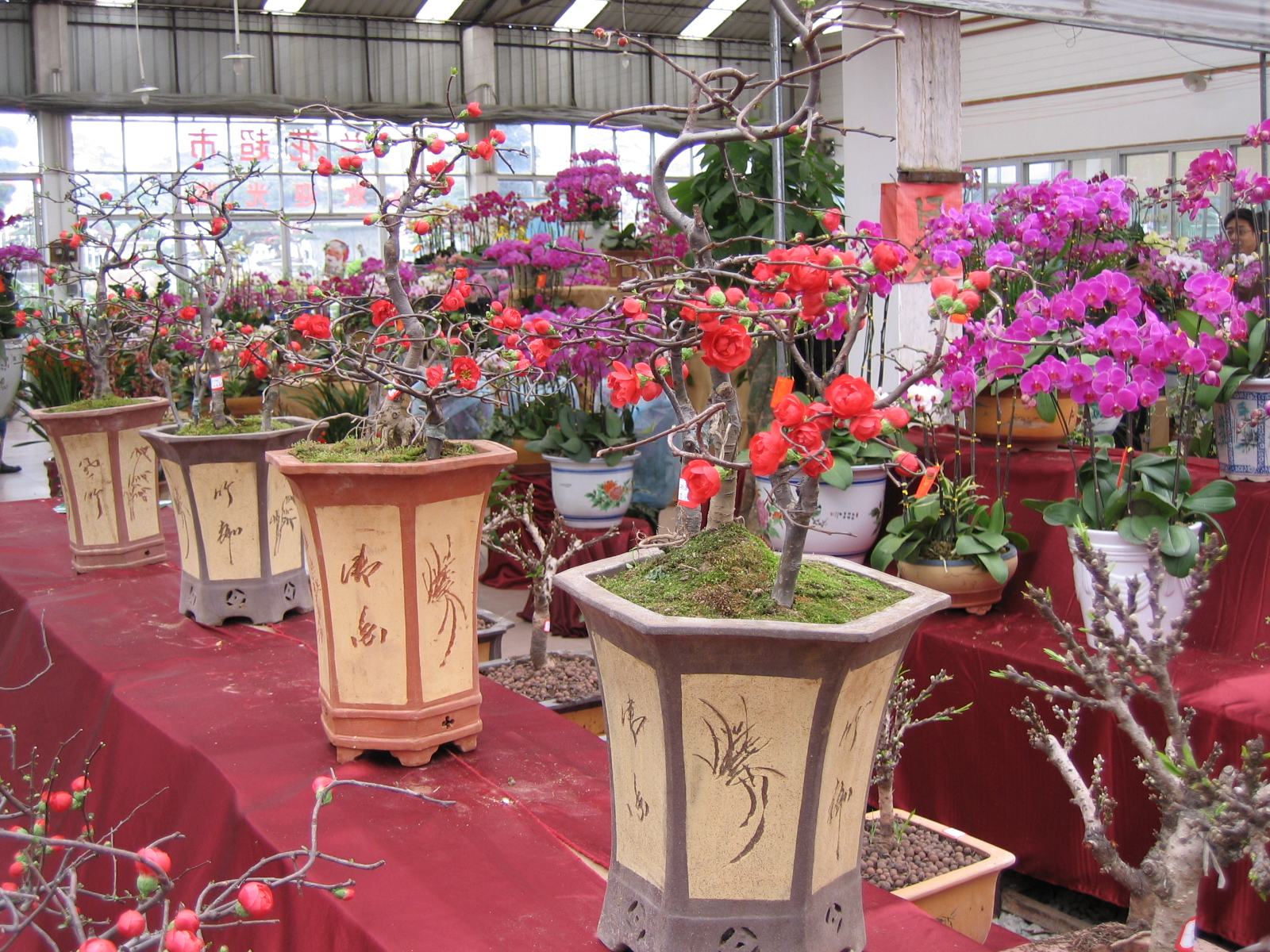
盆景
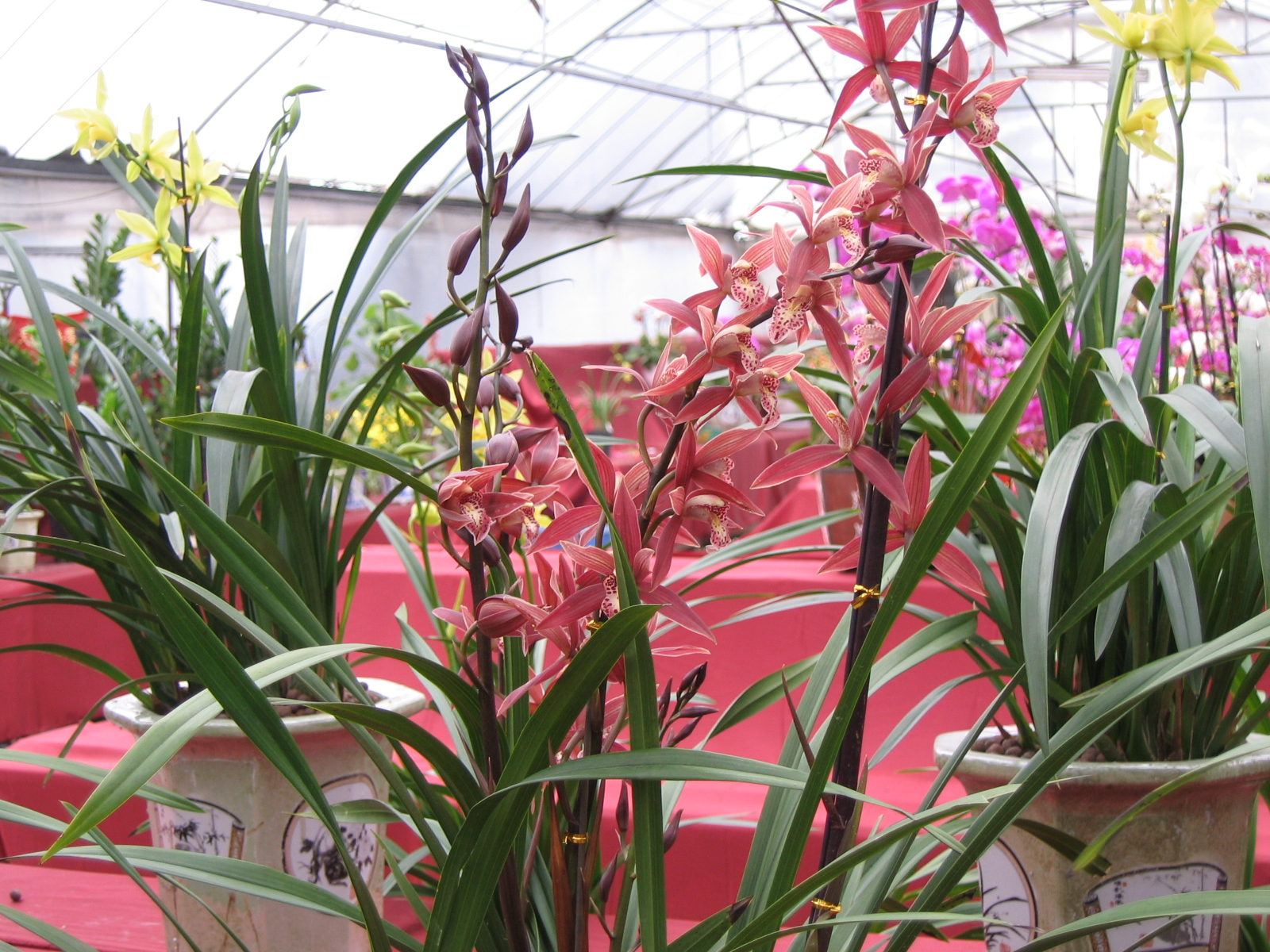
兰花
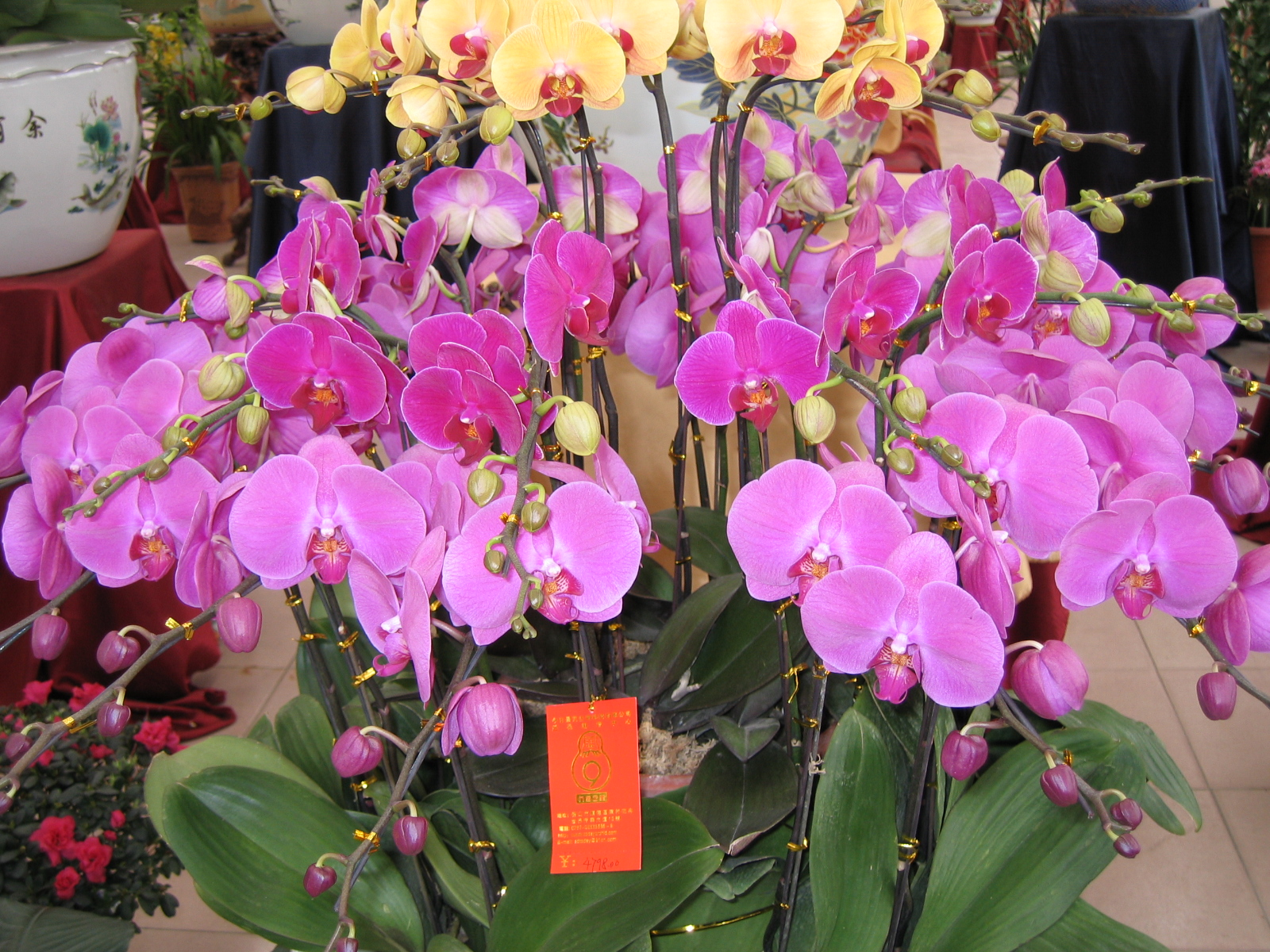
蝴蝶兰

### 浙江
浙江江山市石門鎮每年歲晚設置多個年墟，售賣的貨品有食品、衣飾、寢具、鞋類等。當地人把去年墟稱為趕年墟。

### 廣西
廣西融水縣的年墟，有各式年花、年飾和農產品出售。

### 臺灣
臺灣的年宵市場多稱為年貨市集，售賣年花、水果和其他賀年物品。設於街道上的又稱為年貨大街，以台北市大同區的迪化街、高雄市三民區的三鳳中街最為有名，有「北迪化、南中街」之稱。

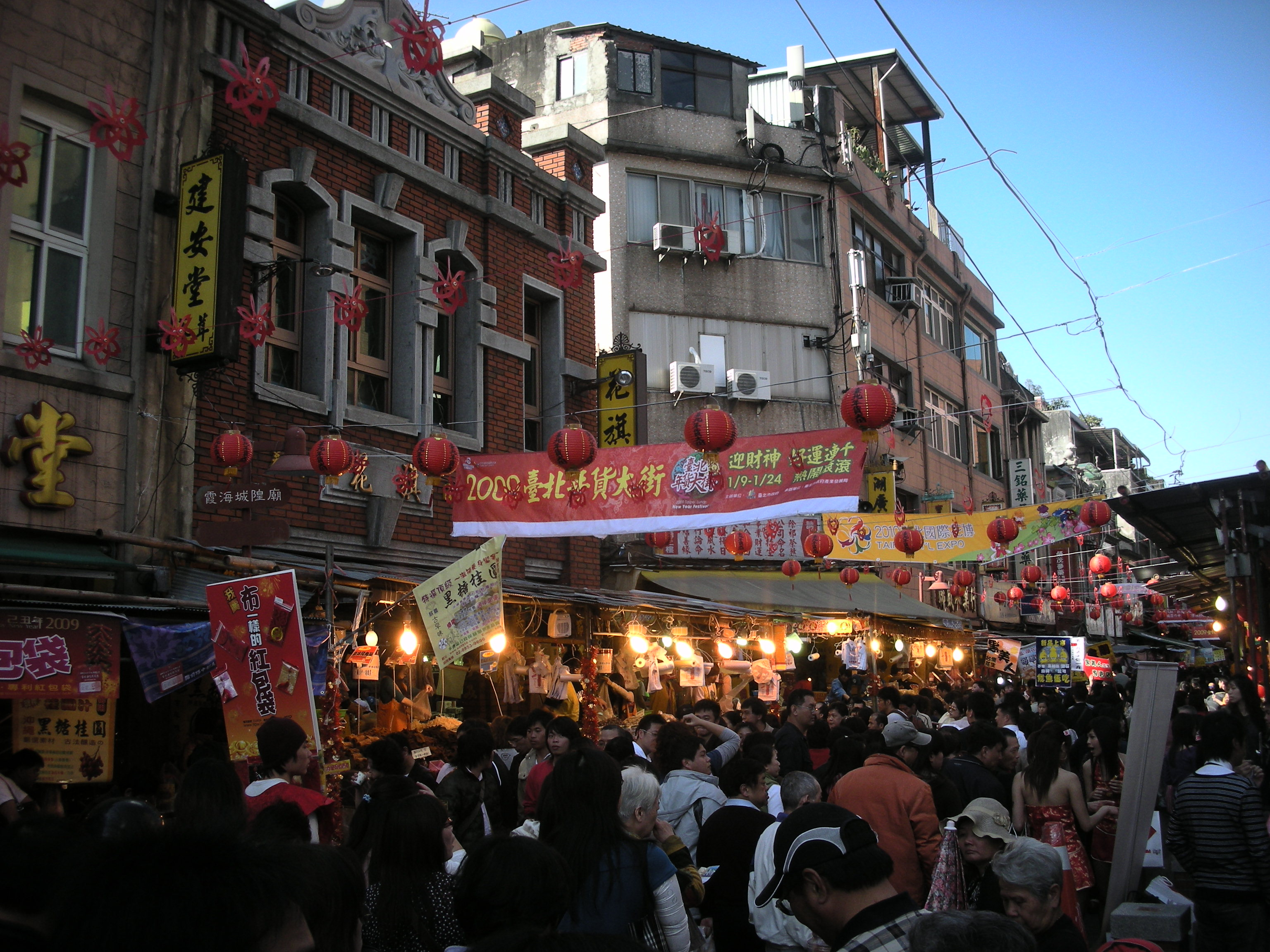
臺北市迪化街為北臺灣著名的年貨市集
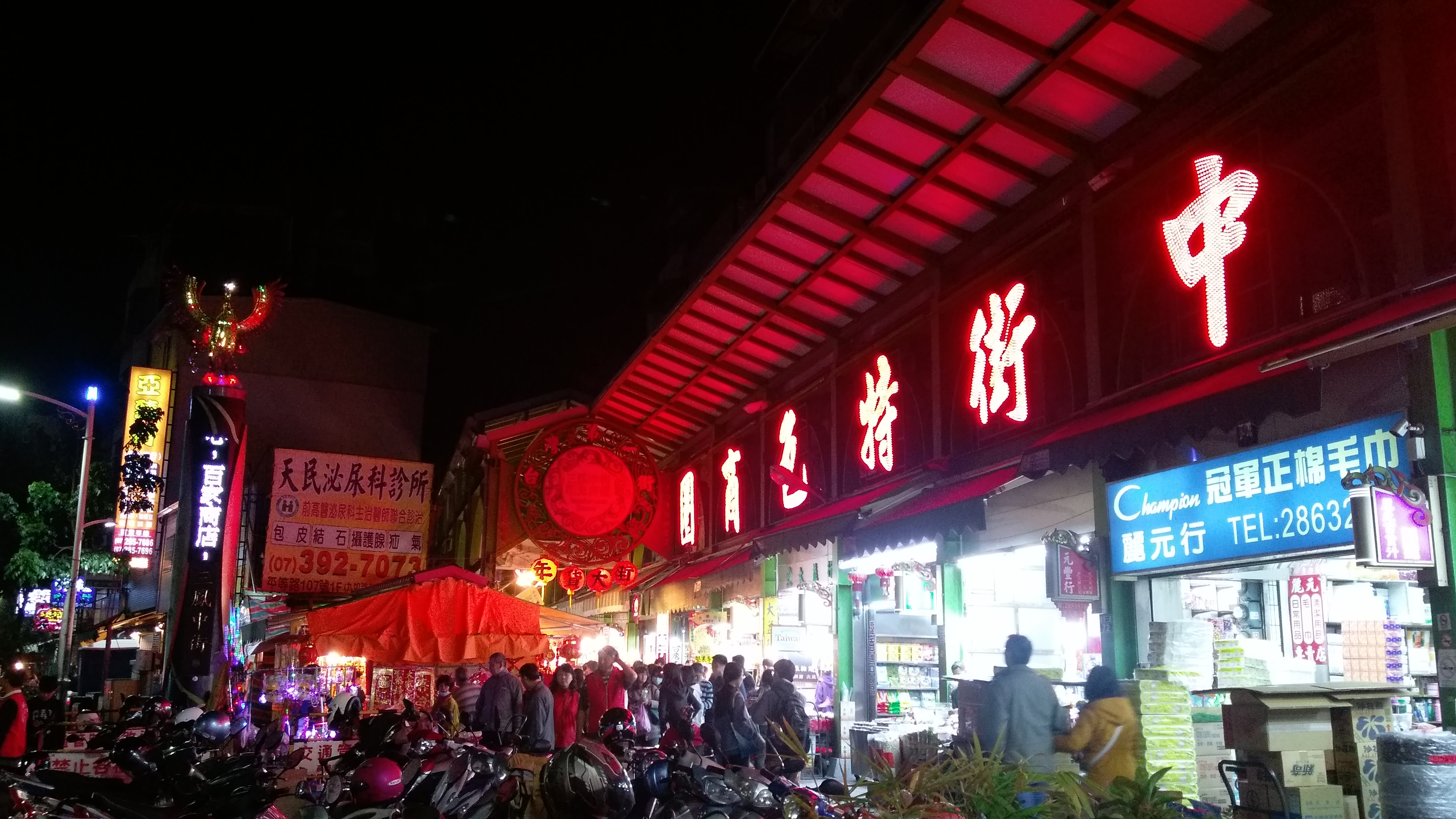
高雄市三鳳中街年貨大街為南臺灣著名的年貨市集

## 日本

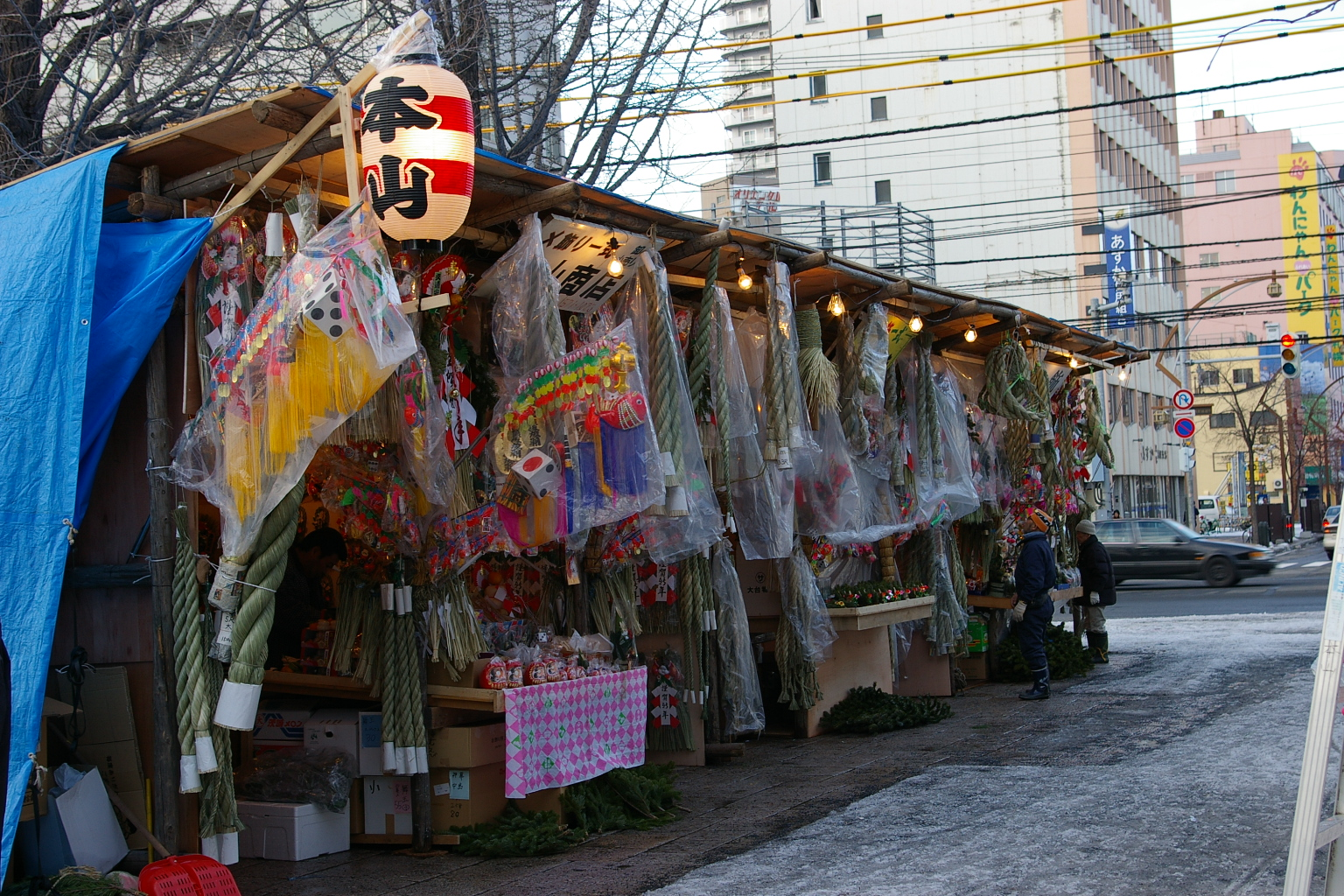
日本北海道札幌市中央区中島公園附近的年宵市場

日本把年宵稱為歲之市，江戶時代已經流行，於十二月十四、十五已經開始。除年花外還會售賣各種賀年物品如年飾、羽子板等。古代的年宵多設於寺院、神社範圍內，現代則不限於此，一些人口較為密集的地區裡的街道、公園等都會設置年宵。現時以東京上野阿美橫丁、築地的魚河岸、京都的綿市場、岡山縣真庭市的北房ぶり市舉行的年宵較為大型。

## 越南

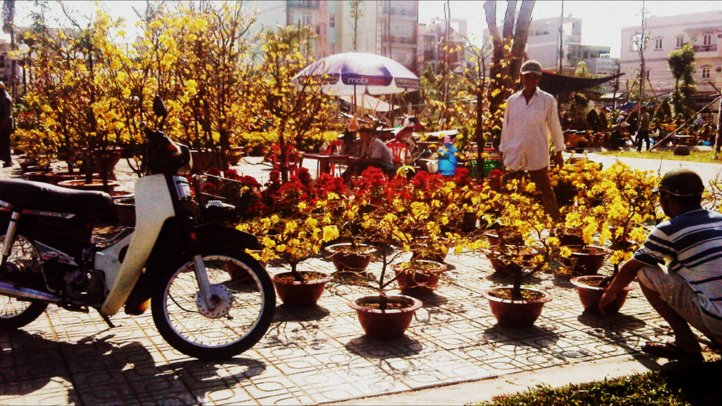
越南胡志明市塸趿郡的一個年宵市場

越南亦有新年擺放年花的習俗，不少地區皆設有年宵市場，以售賣年花為主，一般由十二月二十五開始。在胡志明市每年都有大型花市，出售各種年花。